# 野田裕喜
野田 裕喜（のだ ひろき、1997年7月27日 - ）は、熊本県上益城郡益城町出身のプロサッカー選手。Jリーグ・柏レイソル所属。ポジションはディフェンダー（センターバック）。

## 経歴

### プロ入り前
地元熊本にあるブレイズ熊本ジュニアでサッカーをはじめ、中学卒業後同じく熊本の大津高校に進学。恵まれた体格に俊敏な身のこなしを併せ持つことから、サッカー部監督の平岡和徳からは「サッカー選手じゃなければK-1選手になれる」と称された。2年次の2014年9月に特別指定選手としてロアッソ熊本に登録され、11月15日のJ2第41節・ファジアーノ岡山戦でベンチ入りを果たすと、11月23日のJ2第42節・アビスパ福岡戦で先発フル出場してJリーグデビューを果たした。
2015年1月27日にはロアッソ熊本から来季加入に向けての正式オファーを貰った。また、同シーズンは特別指定選手ながら背番号5と若い背番号を与えられ、公式戦4試合に出場し年代別日本代表にも選出された。ロアッソ熊本側からは即戦力としての加入を期待されたが、2015年10月22日、同じく熊本の特別指定選手であった一美和成とともにガンバ大阪加入内定が発表された。G大阪がユース以外の高校生ルーキーを獲得するのは、玉置慎也以来、8年ぶりのこととなる。12月、自身にとっては初となる選手権への出場権を掴み高校生Jリーガーとして大会の注目選手に挙げられたが、チームは初戦の2回戦で敗れた。

### ガンバ大阪
ガンバ大阪加入初年度の2016シーズンはJ3リーグに所属するG大阪U-23で27試合に出場。5月15日のJ3第9節・FC琉球戦でプロA契約締結のための規定の出場時間を満たし、6月3日にA契約移行が発表された。
2017年はU-23の選手としてJ3開幕戦から2試合に先発出場した後、トップチームの一員としてプレーを続けていたが、4月下旬に骨折。7月15日、J3第17節・ブラウブリッツ秋田戦で復帰後初出場。10月8日、ルヴァンカップ準決勝2ndレグ・セレッソ大阪戦において途中出場によりトップチーム初出場を果たした。

### モンテディオ山形
2019年5月30日、モンテディオ山形に育成型期限付き移籍で加入。
2020年シーズンよりモンテディオ山形へ完全移籍。同年8月8日、J2第10節・京都サンガF.C.戦で移籍後初ゴールを決めた。
2022年6月25日、J2第23節・ベガルタ仙台戦の前半33分の自身のゴールが6月度J2月間ベストゴールに選出された。

### 柏レイソル
2024年、J1・柏レイソルに完全移籍。開幕からリーグ戦では出場機会がなかったが、6月16日、第18節の古巣・ガンバ大阪戦で後半から途中出場しJ1デビューを果たす。

## 所属クラブ
- ブレイズ熊本ジュニア
- ルーテル学院中学校
- ブレイズ熊本Jrユース
- 2013年 - 2016年 熊本県立大津高等学校
  - 2014年9月 - 2015年10月  ロアッソ熊本（特別指定選手）
- 2016年 - 2019年  ガンバ大阪
  - 2019年5月 - 同年12月  モンテディオ山形（育成型期限付き移籍）
- 2020年 - 2023年  モンテディオ山形
- 2024年 -  柏レイソル

## 個人成績
| 国内大会個人成績 | 国内大会個人成績 | 国内大会個人成績 | 国内大会個人成績 | 国内大会個人成績 | 国内大会個人成績 | 国内大会個人成績 | 国内大会個人成績 | 国内大会個人成績 | 国内大会個人成績 | 国内大会個人成績 | 国内大会個人成績 |
| 年度             | クラブ           | 背番号           | リーグ           | リーグ戦         | リーグ戦         | リーグ杯         | リーグ杯         | オープン杯       | オープン杯       | 期間通算         | 期間通算         |
| 年度             | クラブ           | 背番号           | リーグ           | 出場             | 得点             | 出場             | 得点             | 出場             | 得点             | 出場             | 得点             |
| 日本             | 日本             | 日本             | 日本             | リーグ戦         | リーグ戦         | リーグ杯         | リーグ杯         | 天皇杯           | 天皇杯           | 期間通算         | 期間通算         |
| ---------------- | ---------------- | ---------------- | ---------------- | ---------------- | ---------------- | ---------------- | ---------------- | ---------------- | ---------------- | ---------------- | ---------------- |
| 2014             | 熊本             | 40               | J2               | 1                | 0                | -                | -                | -                | -                | 1                | 0                |
| 2015             | 熊本             | 5                | J2               | 4                | 0                | -                | -                | -                | -                | 4                | 0                |
| 2016             | G大阪            | 32               | J1               | 0                | 0                | 0                | 0                | 0                | 0                | 0                | 0                |
| 2017             | G大阪            | 32               | J1               | 0                | 0                | 1                | 0                | 0                | 0                | 1                | 0                |
| 2018             | G大阪            | 16               | J1               | 0                | 0                | 2                | 0                | 0                | 0                | 2                | 0                |
| 2019             | G大阪            | 2                | J1               | 0                | 0                | 0                | 0                | -                | -                | 0                | 0                |
| 2019             | 山形             | 35               | J2               | 6                | 0                | -                | -                | 0                | 0                | 6                | 0                |
| 2020             | 山形             | 5                | J2               | 34               | 1                | -                | -                | -                | -                | 34               | 1                |
| 2021             | 山形             | 5                | J2               | 35               | 2                | -                | -                | 0                | 0                | 35               | 2                |
| 2022             | 山形             | 5                | J2               | 37               | 2                | -                | -                | 0                | 0                | 37               | 2                |
| 2023             | 山形             | 5                | J2               | 39               | 3                | -                | -                | 1                | 0                | 40               | 3                |
| 2024             | 柏               | 22               | J1               | 6                | 0                | 3                | 1                | 2                | 0                | 11               | 1                |
| 2025             | 柏               | 22               | J1               |                  |                  |                  |                  |                  |                  |                  |                  |
| 通算             | 日本             | 日本             | J1               | 6                | 0                | 3                | 1                | 2                | 0                | 11               | 1                |
| 通算             | 日本             | 日本             | J2               | 156              | 8                | -                | -                | 1                | 0                | 157              | 8                |
| 総通算           | 総通算           | 総通算           | 総通算           | 162              | 8                | 3                | 1                | 3                | 0                | 168              | 9                |

- 2014-2015年は特別指定選手

| 2016   | G大23  | 32     | J3     | 27 | 3 | 27 | 3 |
| 2017   | G大23  | 32     | J3     | 5  | 0 | 5  | 0 |
| 2018   | G大23  | 16     | J3     | 26 | 0 | 26 | 0 |
| 2019   | G大23  | 2      | J3     | 9  | 0 | 9  | 0 |
| 通算   | 日本   | 日本   | J3     | 67 | 3 | 67 | 3 |
| 総通算 | 総通算 | 総通算 | 総通算 | 67 | 3 | 67 | 3 |

| 国際大会個人成績 | 国際大会個人成績 | 国際大会個人成績 | 国際大会個人成績 | 国際大会個人成績 |
| 年度             | クラブ           | 背番号           | 出場             | 得点             |
| AFC              | AFC              | AFC              | ACL              | ACL              |
| ---------------- | ---------------- | ---------------- | ---------------- | ---------------- |
| 2016             | G大阪            | 32               | 0                | 0                |
| 2017             | G大阪            | 32               | 0                | 0                |
| 通算             | AFC              | AFC              | 0                | 0                |

その他の公式戦
- 2022年 
  - J1参入プレーオフ 2試合0得点
- 2023年
  - J1昇格プレーオフ 1試合0得点

出場歴
- Jリーグ初出場 - 2014年11月23日 J2第42節 vsアビスパ福岡（レベルファイブスタジアム）
- Jリーグ初得点 - 2016年5月29日 J3第11節 vs鹿児島ユナイテッドFC（鹿児島県立鴨池陸上競技場）

## 代表歴
- U-17日本代表
  - 第18回国際ユースサッカーin新潟（2014年）
  - 第21回バツラフ・イェジェク国際ユーストーナメント（2014年）
- 日本高校サッカー選抜
  - NEXT GENERATION MATCH（2015年）
- U-18日本代表
  - 第27回国際ユースフットボールトーナメント（2015年）
  - 長安フォードカップ（2015年）
  - パンダカップ（2015年）
  - AFC U-19選手権2016 (予選)（2015年）
- U-19日本代表
  - バーレーンU-19カップ（2016年）
  - 水原JSカップ U-19国際ユースサッカー大会（2016年）
  - NTC招待大会（2016年）

## タイトル

### 代表
U-18日本代表
- パンダカップ：1回（2015年）